# Солідарність (селище)
Солідарність (рос. Солидарность) — селище у Єлецькому районі Липецької області Російської Федерації.
Населення становить 2472  особи. Належить до муніципального утворення Архангельська сільрада.

## Історія
З 13 червня 1934 до 26 вересня 1937 року у складі Воронезької області, у 1937-1954 роках — Орловської області. Відтак входить до складу Липецької області.
Згідно із законом від 2 липня 2004 року №114-оз органом місцевого самоврядування є Архангельська сільрада.

## Населення
| 1926 | 2008  | 2010  |
| ---- | ----- | ----- |
| 30   | ↗2492 | ↘2472 |